# Pi de les tres branques

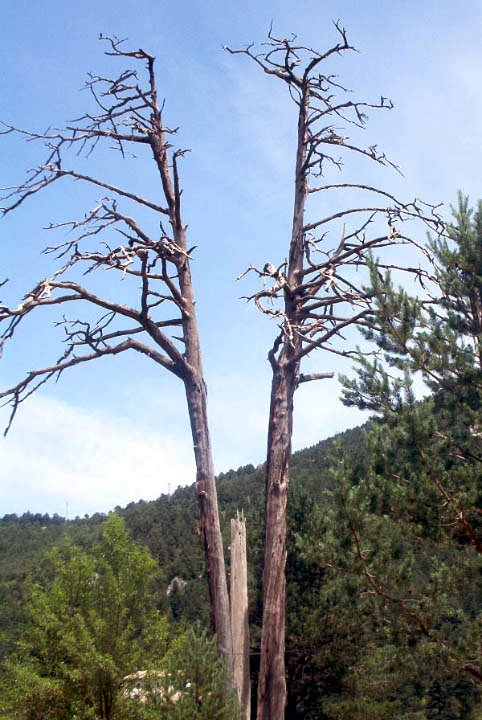
Foto del árbol en 2005

El Pi de les tres branques (en castellano: Pino de las tres ramas) es un pino silvestre de 25 metros de alto situado en el municipio español de Castellar del Riu en la provincia de Barcelona. Es usado por el nacionalismo catalán como símbolo de la unidad de Cataluña, la Comunidad Valenciana y las islas Baleares. Anualmente se hace una reunión político-cultural en torno al árbol el tercer domingo de julio.
En 2014 el pino sufrió el corte de una de sus ramas desconociéndose los autores.

## Historia
En el siglo XVIII el árbol era venerado por ser un símbolo de la Santísima Trinidad, pero en la segunda mitad del siglo XIX se convirtió en un símbolo nacionalista catalán, lugar de excursiones y aplecs catalanistas. Jacint Verdaguer le escribió un poema en el que lo llamaba el «árbol sagrado de la patria». A principios del siglo XX el propietario de la parcela donde se encontraba el pino la cedió a la Unió Catalanista, pero en la segunda década del siglo el árbol murió. Sin embargo cerca de allí había otro pino más pequeño que se adoptó a partir de entonces como el nuevo símbolo patriótico catalán, diferenciándose entre el pino joven y el pino viejo.
A partir de 1980 se comenzó a celebrar todos los terceros domingos de julio el Aplec del Pi de les Tres Branques que reúne no solo a grupos independentistas de Cataluña, sino también de Valencia y de las Islas Baleares, ya que cada rama del pino simboliza cada uno de los tres Países Catalanes.